# Aranyosi János
Aranyosi János (Rátka, 1934. november 20. – Siófok, 2014. május 23.) Hippokratész emlékéremmel kitüntetett aneszteziológus főorvos és sebész szakorvos, a magyar altatóorvoslás meghatározó személyisége. Úttörő szerepe volt a korszerű aneszteziológia és intenzív terápia hazai meghonosításában, a szívsebészeti anesztézia fejlesztésében.

## Pályafutása
Rátkán, majd Tállyán végezte iskoláit, tanárai biztatására a sátoraljaújhelyi piarista gimnáziumba iratkozott be. Tanulmányi előmenetelét Kossuth elismerés, kitűnő bizonyítványok, kitüntetéssel végzett érettségi jellemezték. A Debreceni Orvostudományi Egyetemen tanult tovább, ahol 1959-ben summa cum laude minősítéssel diplomázott.
Gyógyító tevékenységét a DOTE Tüdőgyógyászati Klinikájának Mellkassebészeti Osztályán kezdte meg. 1962-ben tüdőgyógyászatból, 1963-ban aneszteziológiából, 1967-ben mellkassebészetből szakvizsgázott. 1976-ban védte meg A szérumkolineszteáz aktivitás anaesthesiologiai vonatkozásai című kandidátusi értekezését, amit a DOTE Klinikai Kémia Intézet vezetője, Kövér András professzor, és a Magyar Tudományos Akadémia későbbi elnöke, Vizi E. Szilveszter professzor opponált. Tanársegédi, adjunktusi, majd 1977-től docensi beosztásban dolgozott. 1983-tól az időközben megalakult II. sz. Sebészeti Klinika vezető aneszteziológusa volt. Az első magyar nyelvű aneszteziológia és intenzív terápia egyetemi tankönyvet lektorálta Jakab Tivadar professzor felkérésére (Műtéti érzéstelenítés, Intenzív betegellátás, Újraélesztés Medicina Könyvkiadó, (1987).
1987-től 1999-ben történt nyugdíjazásáig a Kenézy Gyula Megyei Kórház Intenzív és Anaesthesiológiai Osztályának osztályvezető főorvosaként dolgozott, illetve a megyei szakfelügyelő főorvosi teendőket is ellátta. Munkahelyén európai szemléletű intenzív terápiás elveket és gyakorlatot honosított meg. Nyugdíjazását követően 2008-ig a megyei és városi Tüdőgondozóban, 2013-ig pedig a DEOEC Neurológiai klinikájának Intenzív Osztályán dolgozott.
A Magyar Tudományos Akadémia ösztöndíjával Münchenben, majd Stockholmban töltött egy évet az orvosi egyetemen, ezen kívül Rostockban, Heidelbergben, Linköpingben járt hosszabb tanulmányúton. Több cikluson keresztül a Magyar Orvosi Kamara Hajdú-Bihar megyei elnöke volt, évtizedeken át a Magyar Aneszteziológiai és Intenzív Terápiás Társaság vezetőségi tagja, a Szívsebészeti és Aneszteziológiai Európai Társaságban pedig egyedül képviselte Magyarországot.
Közel 200 tudományos előadás, 80 közlemény és absztrakt, több könyvfejezet megírása, szakkönyvek lektorálása fűződik a nevéhez. A Tudományos Minősítő Bizottság számos feladattal bízta meg. Jelentős szerepet vállalt az aneszteziológus és intenzív terápiás szakasszisztensi és intenzív terápiás szakápolói képzésben. Nevéhez fűződik az első pacemaker beültetése és az első nyitott szívműtét Debrecenben. 
Felesége Makláry Pap Magdolna gyógytornász. A Magyar Aneszteziológiai és Intenzív Terápiás Társaság 42. kongresszusán, 52 év házasság után az ő karjaiban érte a halál.

## Álmai
- A klasszikus (hippokratészi) emberi és orvosi értékek megerősödése az orvoslásban
- Méltó társadalmi, erkölcsi és anyagi megbecsülést szakterületünk művelőinek, hogy a betegek szolgálata ismét magas morális szintre emelkedjék
- Növekedjék az orvosi szolidaritás olyan szintre, hogy valamennyi társadalmi csoport számára példaértékű legyen
- Az evidenciákra épülő tevékenységet hassa át a beteg ember szeretete
- Az alapkutatást, a mikroelektronikai fejlődést, az informatikát hassa át az emberközpontúság

## Díjak, elismerések
- Kiváló Orvos kitüntetés
- Kenézy Gyula emlékérem
- Bocskai István Díj
- Pro Sanitate emlékérem
- Pro Anaesthesia Debreceniensi Díszoklevél
- Pro Anaesthesiologia et Therapia Intensiva emlékérem
- Egészségügyi szakdolgozók Központi Továbbképző Intézete Elismerő oklevél
- A Magyar Aneszteziológiai és Intenzív Terápiás Társaság Törzsasztala
- Hippokratész emlékérem
- Magyar Orvosi Kamara Hagymási József emlékérem